# Качин (штат)
Качи́н (бирм. ကချင်) — самая северная национальная область Мьянмы. Граничит с Китаем, национальной областью Шан, административной областью Сикайн и с Индией. Находится между широтами 23° 27' и 28° 25' с.ш., и долготами 96° 0' и 98° 44' в.д. Административный центр — город Мьичина. Значителен также город Банмо.
Население — 1 509 351 человек. Плотность населения — 16,95 чел./км².

## География
В Качине находится самая высокая гора Мьянмы Кхакаборази высотой 5881 м, принадлежащая к южной оконечности Гималаев. В Качине находится и самое большое озеро Мьянмы — Индоджи.

## История
12 февраля 1947 года правительство Бирмы во главе с Аунг Саном достигло Панглонгского соглашения с народами территорий Шан, Качин и Чин, по которым определялась полная автономия. В 1948 году было образовано государство Качин на основе округов британской Бирмы Бхамо и Мьичина, к которым присоединялся большой северный округ Путао. Проведено было разграничение с шанами и бирманцами. Северная граница с Китаем не была определена, и в 1960-е годы китайцы заявили, что весь штат является китайской территорией, ссылаясь на исторические связи и добычу нефрита в XVIII веке.
Поначалу качинские войска играли важную роль в формированиях генерала Не Вина. Но после переворота 1962 года качины создали свою Армию Независимости Качина (KIA) под руководством Организации Независимости Качина (KIO). Фактически с середины 1960-х годов вплоть до 1994 года Качин был независим по всей территории кроме крупных городов и железнодорожного коридора. Экономика страны держалась на контрабандной торговле, торговле нефритом с Китаем и производстве наркотиков — опиума и марихуаны. В 1994 году правительственные войска смогли в результате атаки отбить у KIO месторождение нефрита. После этого было подписано мирное соглашение, разрешающее KIO контролировать большую часть территории штата под эгидой бирманских военных. Несмотря на прекращение огня, некоторые группировки из KIO и KIA не признали мирного соглашения, и ситуация осталась нестабильной.
Сейчас партия KIO решила содействовать центральному правительству и участвовать в выборах, считая это лучшей альтернативой, чем нескончаемая война.

## Административное деление
Штат Качин делится на 18 районов:
1. Банмо (Bhamo)
2. Чипви (Chipwi)
3. Хпакан (Hpakan)
4. Инянгиянг (Injangyang)
5. Каунглангхпу (Kawnglanghpu)
6. Мачанбау (Machanbaw)
7. Манси (Mansi)
8. Мотаунг (Motaung)
9. Мохниин (Mohnyin)
10. Момаук (Momauk)
11. Мьичина (Myitkyina)
12. Ногмунг (Nogmung)
13. Путао (Puta-O)
14. Швегу (Shwegu)
15. Схумпаябум (Sumprabum)
16. Танаи (Tanai)
17. Тсавлав (Tsawlaw)
18. Ваингмау (Waingmaw)

## Население
Большинство из полутора миллионов населения составляют качины, которых называют также цзинпо. Всего в штате имеется 13 этнических групп, в том числе — бирманцы, раванг, лису, цзайва, лаши, мару, яйвин, лонгво и шаны. По официальной статистике буддисты составляют 57,8 %, христиане — 36,4 %. Основным языком является качинский, письменность которого базируется на латинском алфавите.

## Экономика
Жители штата заняты преимущественно сельским хозяйством (выращивание риса, сахарного тростника). Ведётся добыча золота и нефрита.